# 桑德拉斯加兰·兀哈尔
桑德拉斯加兰·兀哈尔（英語：Sandrasegaran Woodhull，1932年？月？日—2003年11月26日），是新加坡的律师。

## 生平
曾参与李光耀等人的人民行动党创建工作，在1956年华文中学暴动中被捕后获释，1959年担任卫生部政治秘书。